# Terreur blanche de 1815
Pour les articles homonymes, voir Terreur blanche et Terreur blanche de 1795.
La Terreur blanche de 1815 est une période de troubles allant de juin à septembre 1815 dans la vallée du Rhône et le Midi de la France, lors de la chute définitive de l'Empire, au terme des Cent-Jours.
Pendant cette période, entre 300 et 500 bonapartistes sont assassinés par des royalistes. Des actes de violences sont également commis contre des protestants.

## Le contexte historique: les Cent-Jours et la chute de NapoléonIer
Le nouveau régime de Louis XVIII, en place depuis avril 1814, doit affronter une sérieuse épreuve à partir de mars 1815.
Napoléon s’est échappé de l’île d'Elbe et a débarqué à Golfe-Juan, le 1er mars 1815. Après une remontée triomphale sur Paris, il arrive, le 20 mars, au palais des Tuileries. Louis XVIII, abandonné par son armée, s’enfuit à Gand, en Belgique. Le lendemain de son arrivée à Paris, Napoléon abolit la noblesse et les titres et séquestre les biens des émigrés qui sont revenus en France depuis le début de la Restauration. L’empereur paraît renouer avec l’héritage de la révolution de 1789. Il forme également un nouveau gouvernement composé d’anciens ministres, comme Fouché. Le rétablissement du régime impérial se heurte aux soulèvements royalistes menés par la duchesse d’Angoulême qui a levé une armée de quatre mille hommes, puis par le duc d’Angoulême dans la France méridionale. Grouchy en vient à bout le 8 avril et l’empereur leur impose des sanctions de toutes sortes : emprisonnements, imposition forcée des notabilités royalistes, etc.
Dans l'ouest de la France, les Vendéens et les chouans se soulèvent en mai. Les combats font entre 500 et 700 morts, mais tournent à l'avantage des Impériaux. Les Vendéens sont mis en déroute à la bataille de Rocheservière le 20 juin, tandis que les chouans subissent une lourde défaite à la bataille d'Auray le 21.
Le 15 juin, Napoléon décide d’attaquer, en Belgique, des troupes anglaises et prussiennes. Il est battu, le 18 juin, à Waterloo. Il envisage tout de même de poursuivre la lutte, mais la Chambre des représentants ne le suit pas. Napoléon Ier abdique, le 22 juin, en faveur de son fils.
Exilé en Belgique pendant les Cent-Jours, Louis XVIII revient à Paris, le 8 juillet 1815. Il forme un gouvernement dominé par Talleyrand afin de prévenir toute réaction royaliste intérieure. Cependant, cette nouvelle composition ne répond pas aux aspirations des ultras.

## Les violences dans le Midi

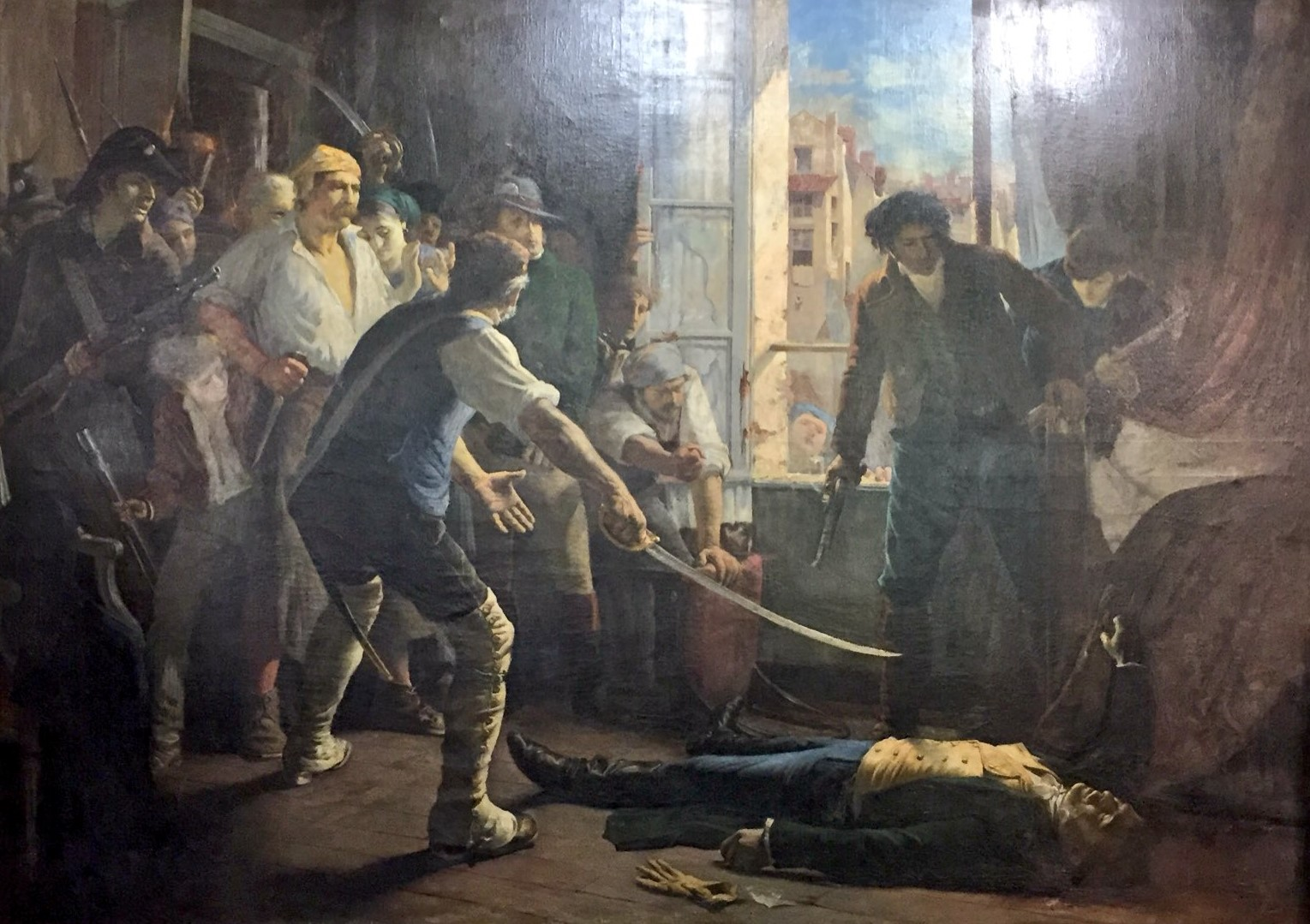
Assassinat du maréchal Brune, huile sur toile de Jean-Jacques Scherrer, 1881, Musée Labenche, Brive-la-Gaillarde.

Les violences éclatent dans les semaines qui suivent la bataille de Waterloo et se développent principalement dans le Midi de la France, où des bandes royalistes s'en prennent aux bonapartistes et aux partisans avérés ou supposés de la Révolution. Ces derniers sont assimilés aux réformés dans les régions confessionnellement mixtes, où les actions prennent une tonalité antiprotestante. Les auteurs des tueries sont principalement issus des milieux populaires, tandis que le rôle des élites et des sociétés secrètes royalistes, comme les Chevaliers de la Foi, est controversé. Selon l'historien Pierre Triomphe : « Facilitées par l'effondrement des structures étatiques, ces violences s'expliquent aussi par des inimités privées, le brigandage et le désir confus de résister à la centralisation, aussi bien économique que politique ».
Les débordements sont particulièrement spectaculaires à Nîmes, Marseille, Avignon et Toulouse,. Ainsi à Marseille, d'anciens Mamelouks de la Garde impériale sont massacrés le 25 juin,. À Nîmes, des femmes protestantes sont flagellées publiquement. À Avignon, le maréchal Brune est assassiné le 2 août. À Toulouse, le général Ramel, commandant de cette place forte au nom de Louis XVIII, est assassiné le 15 août après avoir tenté de désarmer les Verdets. 
Dans le Gard, Jacques Dupont dit "Trestaillons", à la tête de bandes armées, fait assassiner plusieurs dizaines de réformés, beaucoup d’autres sont persécutés et plusieurs milliers s’enfuient. 
Les troubles prennent fin à l'automne 1815 après la proclamation de Louis XVIII sur les excès du Midi le 1er septembre, et l'arrivée massive de troupes de ligne, françaises ou étrangères, qui marque généralement la fin des violences. Ces violences, bientôt appelées « Terreur de 1815 » par les libéraux, puis « Terreur blanche » à partir de 1830, auraient fait entre 300 et 500 morts. 

## Situation dans l'Ouest
Contrairement au Midi, l'Ouest est épargné par la Terreur blanche. Malgré les combats et les craintes des autorités locales, la Bretagne et la Vendée ne connaissent pas de déchainements de violences. Dans l'ensemble, les exactions sont limitées et les prisonniers sont respectés par les deux camps. Ainsi, le général bonapartiste Travot libère une vingtaine de prisonniers vendéens après la bataille de L'Aiguillon, tandis que le général royaliste Auguste de La Rochejaquelein relâche un même nombre de prisonniers impériaux à la bataille des Échaubrognes et que les chouans laissent repartir les fédérés capturés à la bataille de Sainte-Anne-d'Auray. Selon l'historien Aurélien Lignereux : « Au final, il y a là comme un cercle vertueux : chaque camp se livre à un assaut de générosité, ne voulant pas être battu sur ce terrain ».

## La seconde Terreur blanche ou «Terreur légale»

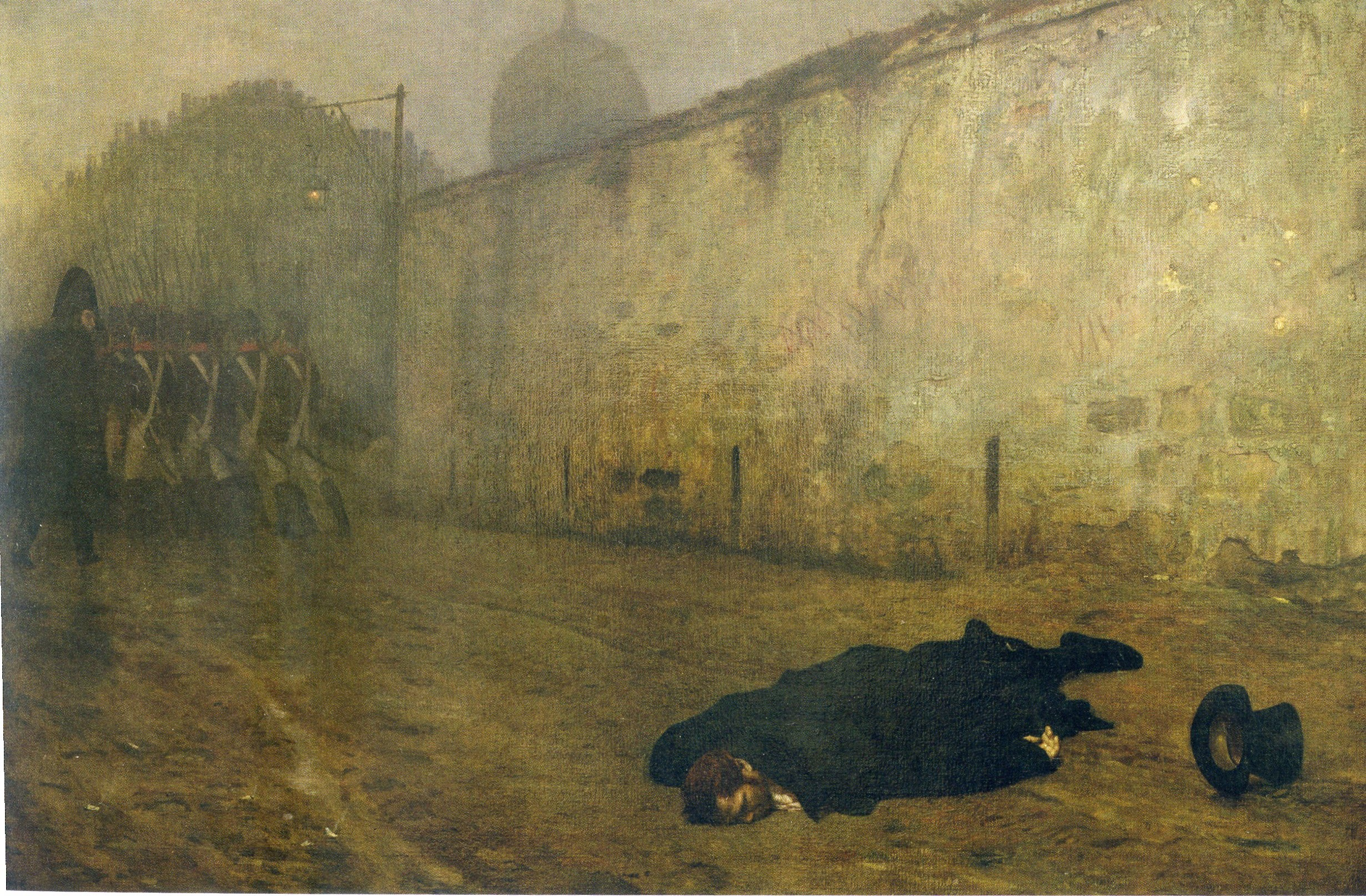
L'Exécution du maréchal Ney, huile sur toile de Jean-Léon Gérôme, 1868, Graves Art Gallery, Sheffield.

La terreur d'origine populaire, se greffe, dans un climat de vengeance, aux élections législatives d'août. Celles-ci voient le triomphe des ultraroyalistes, proches du comte d’Artois. Ils remportent 350 sièges sur 398. Louis XVIII l’appelle « Chambre introuvable » car selon lui, même en désignant les députés, il n’aurait pu trouver une meilleure composition. Ce raz-de-marée contre-révolutionnaire reflète surtout le durcissement des notables des provinces, effrayés par les Cent-Jours, qui souhaitent arrêter la révolution. Talleyrand est remplacé par le duc de Richelieu. Le cabinet de ce dernier est composé, pour une partie, d’émigrés, comme lui, dont le vicomte Dubouchage, ancien ministre de la Marine de Louis XVI.
Entre octobre 1815 et janvier 1816, une série de mesures d'exception sont votées par la Chambre introuvable. Le député François-Régis de La Bourdonnaye réclame alors : « des fers, des bourreaux, des supplices ». Cette législation répressive comprend la loi de sûreté générale du 29 octobre, qui suspend les libertés individuelles et permet d’emprisonner sans jugement tout individu prévenu de crime ou de délit contre l'autorité du roi, de la famille royale et de la sûreté de l'État ; ainsi qu'une loi sur les cris et les écrits séditieux, le 9 novembre, prévoyant une juridiction correctionnelle avec des peines allant de l'amende à la déportation ; enfin, le 27 décembre, un rétablissement des cours prévôtales, juridictions d'exception, qui avaient pour compétence de réprimer tous les complots et crimes contre la sûreté de l'État commis avec violence et publiquement, avec un président et quatre juges civils, mais sans jury ni appel. Le rôle du ministère public revient à un prévôt pris parmi les officiers de Terre, de Mer ou de gendarmerie.
Cette épuration aboutit également à la condamnation en conseil de guerre de quelques généraux de l'Empire, ralliés à Napoléon durant les Cent-Jours. Arrêté le 2 août, le général de brigade La Bédoyère est ainsi fusillé à Paris le 19. Le 27 septembre, les frères Faucher sont exécutés à Bordeaux. Le maréchal Ney est quant à lui condamné à mort par la Chambre des pairs et fusillé à Paris le 7 décembre.  
En janvier 1816, la loi contre les régicides condamne au bannissement à vie les régicides relaps, c'est-à-dire tous les anciens conventionnels qui avaient voté la mort de Louis XVI en 1793 et qui avaient approuvé l'Acte additionnel aux constitutions de l'Empire du 22 avril 1815.
L'application de ces différentes lois place plus de 3 000 personnes sous un contrôle plus ou moins contraignant et entraîne plus de 6 000 condamnations à des peines variables entre 1815 et 1816. La dissolution de la Chambre par l'ordonnance du 5 septembre 1816 et l'élection d'une nouvelle majorité ministérielle entraîne la fin de cet état d'exception.

## Autres victimes
- Jean Hyacinthe Sébastien Chartrand
- Régis Barthélemy Mouton-Duvernet